# 불량소녀
《불량소녀》는 2004년 12월 10일에 MBC에서 방영한 베스트극장이다.

## 등장 인물

### 주요 인물
- 민지혜 : 민지 역
- 이진욱 : 재환 역 - DJ

- 김용건 : 석기 역 - 건설업자
- 남윤정 : 정숙 역 - 민지의 엄마
- 이영아 : 나나 역 - 민지의 친구
- 유민영 : 현정 역 - 민지의 친구

### 그 외 인물
- 김수연
- 장남경
- 유정석
- 김남길
- 박태진
- 이용기
- 김남희
- 민정현
- 정하나